# Milo Machado-Graner
Milo Machado-Graner, né le 31 août 2008, est un acteur français.
Il est surtout connu pour son rôle dans Anatomie d'une chute (2023), qui lui vaut un certain nombre de récompenses et de nominations en France et à l'étranger, dont une nomination aux César et aux Critics' Choice Movie Awards.

## Biographie
Milo Machado-Graner est le fils de Susana Machado, une plasticienne parisienne originaire de Famalicão au Portugal.
Son père est chercheur en physique.
Il a un frère cadet, Solàn Machado-Graner, également acteur.
Il a également deux grands demi-frères.

## Carrière

### Début
En 2021, Machado-Graner fait ses premiers pas dans la série En thérapie sur Arte, et dans laquelle il joue le fils du psychiatre interprété par Frédéric Pierrot.
Dans En attendant Bojangles (2021), il joue au côté de son frère Solàn.

### Révélation (2023)
En 2023, il acquiert une certaine notoriété en interprétant le personnage de Daniel, le fils malvoyant de Sandra, dans le film Anatomie d'une chute récompensé de la Palme d'or lors du Festival de Cannes 2023. Justine Triet envisage initialement d'engager un acteur aveugle ou malvoyant mais le casting est finalement ouvert aux enfants valides. Elle envisage de choisir un acteur blond pour correspondre à l'actrice principale Sandra Hüller, mais en écoutant l'audition de Milo Machado-Graner, elle choisit de le rappeler pour une autre phase de casting en novembre 2021. Impressionnée par sa maturité, elle est immédiatement convaincue et le choisit pour le rôle. Elle le compare à l'audition de Henry Thomas pour E.T., l'extra-terrestre (1982).
Selon The New Yorker, Machado Graner incarne le rôle « avec un subtil mélange de fragilité et de détermination ». Dana Stevens de Slate le considère comme le meilleur jeune acteur de l'année. En novembre 2023, il est présélectionné pour les Révélations du César du meilleur espoir masculin. Il est nommé dans la catégorie « Meilleur jeune acteur » lors des 29e Critics' Choice Movie Awards. Le 24 janvier 2024, il est finalement nommé pour la 49e cérémonie des César dans la catégorie Meilleur espoir masculin.

## Filmographie

### Cinéma
- 2021 : En attendant Bojangles de Régis Roinsard : Alexandre à 12 ans
- 2021 : 8 Rue de l'Humanité de Dany Boon : Basile Boghassian
- 2023 : Anatomie d'une chute de Justine Triet : Daniel Maleski
- 2024 : Le Choix de Gilles Bourdos : Lucas
- 2024 : Spectateurs ! d'Arnaud Desplechin : Paul Dédalus
- 2025 : Mercato de Tristan Séguéla : Abel Berzane
- 2025 : Ma mère, Dieu et Sylvie Vartan de Ken Scott : Jacques Perez

### Télévision
- 2021 : En thérapie, saison 1, 3 épisodes : Adam Dayan
- 2022 : Alex Hugo , saison 8, épisode 1 Mauvais sang de Muriel Aubin : Tristan Melino

### Téléfilm
- 2023 : Heureusement qu'on s'a d'Anne Giafferi : Léo

## Récompenses et nominations

### Récompenses
- 2024 : Seattle Film Critics Society : Meilleure jeune performance pour Anatomie d'une chute

### Nominations
- 2023 : 
  - Chicago Film Critics Association : Meilleure révélation masculine pour Anatomie d'une chute
  - Dublin Film Critics' Circle : Meilleur acteur pour Anatomie d'une chute
  - San Diego Film Critics Society : Meilleure jeune performance pour Anatomie d'une chute
  - Washington D.C. Area Film Critics Association : Meilleure jeune performance pour Anatomie d'une chute
- 2024 : 
  - 49e cérémonie des César : Meilleure révélation masculine pour Anatomie d'une chute
  - International Cinephile Society : Meilleur acteur dans un second rôle pour Anatomie d'une chute
  - Lumières de la presse internationale : Révélation masculine pour Anatomie d'une chute
  - Critics' Choice Movie Awards : Meilleur espoir pour Anatomie d'une chute